# ألكسندر لاكاتوش
ألكسندر لاكاتوش (مواليد 9 أبريل 1974) هو مبارز بالسيف روسي، مثّل بلاده في الألعاب الأولمبية الصيفية 2000.

## روابط خارجية
ألكسندر لاكاتوش على موقع أوليمبيديا (الإنجليزية)